# Vem mördade Kurt Cobain?
Vem mördade Kurt Cobain? (engelska: Kurt & Courtney) är en brittisk dokumentärfilm från 1998 i regi av Nick Broomfield.

## Handling
Nick Broomfield undersöker Nirvanas sångare Kurt Cobains död. Cobains vänner träder fram och kommer med chockerande avslöjanden. I filmen berättas det bland annat att Cobain omöjligt kunde ha tagit sitt liv. En del personer påstår till och med att Courtney Love erbjudit dem pengar för att döda Cobain.